# Kabinett Waldeck-Rousseau

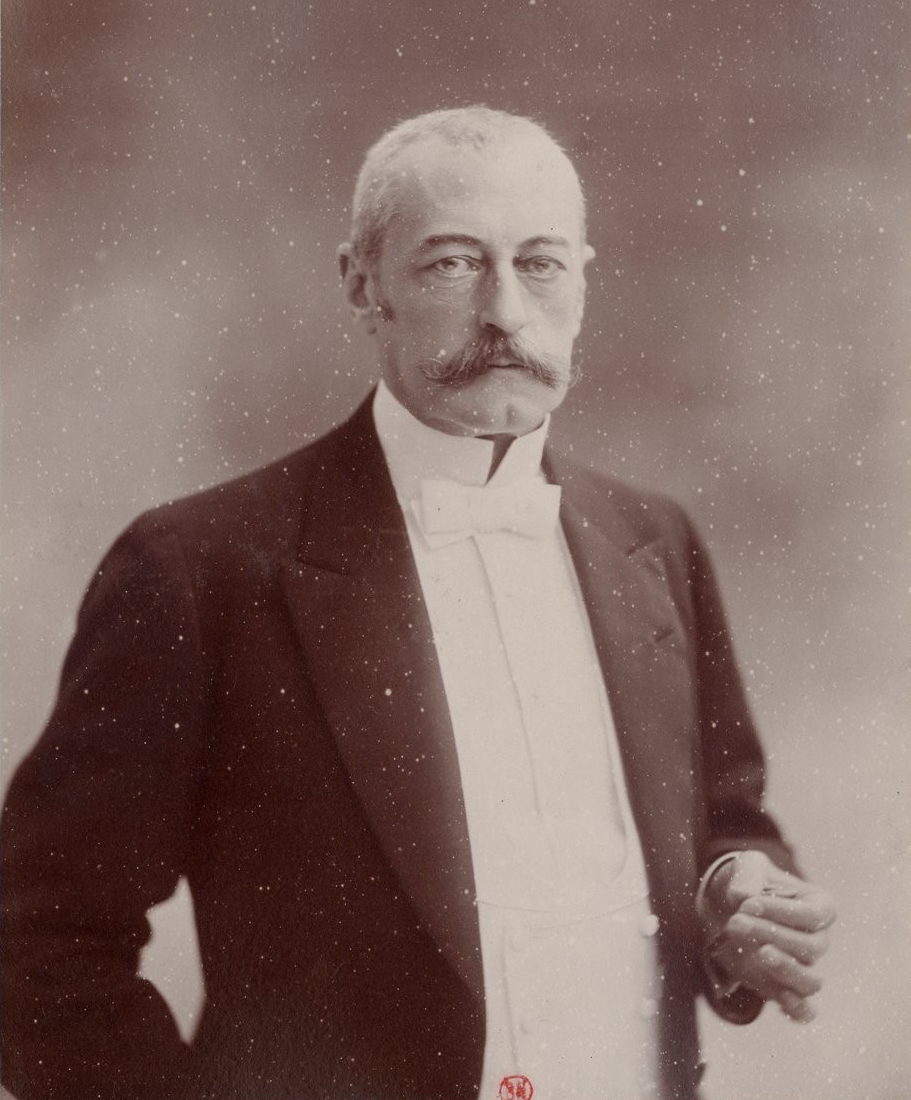
Pierre Waldeck-Rousseau

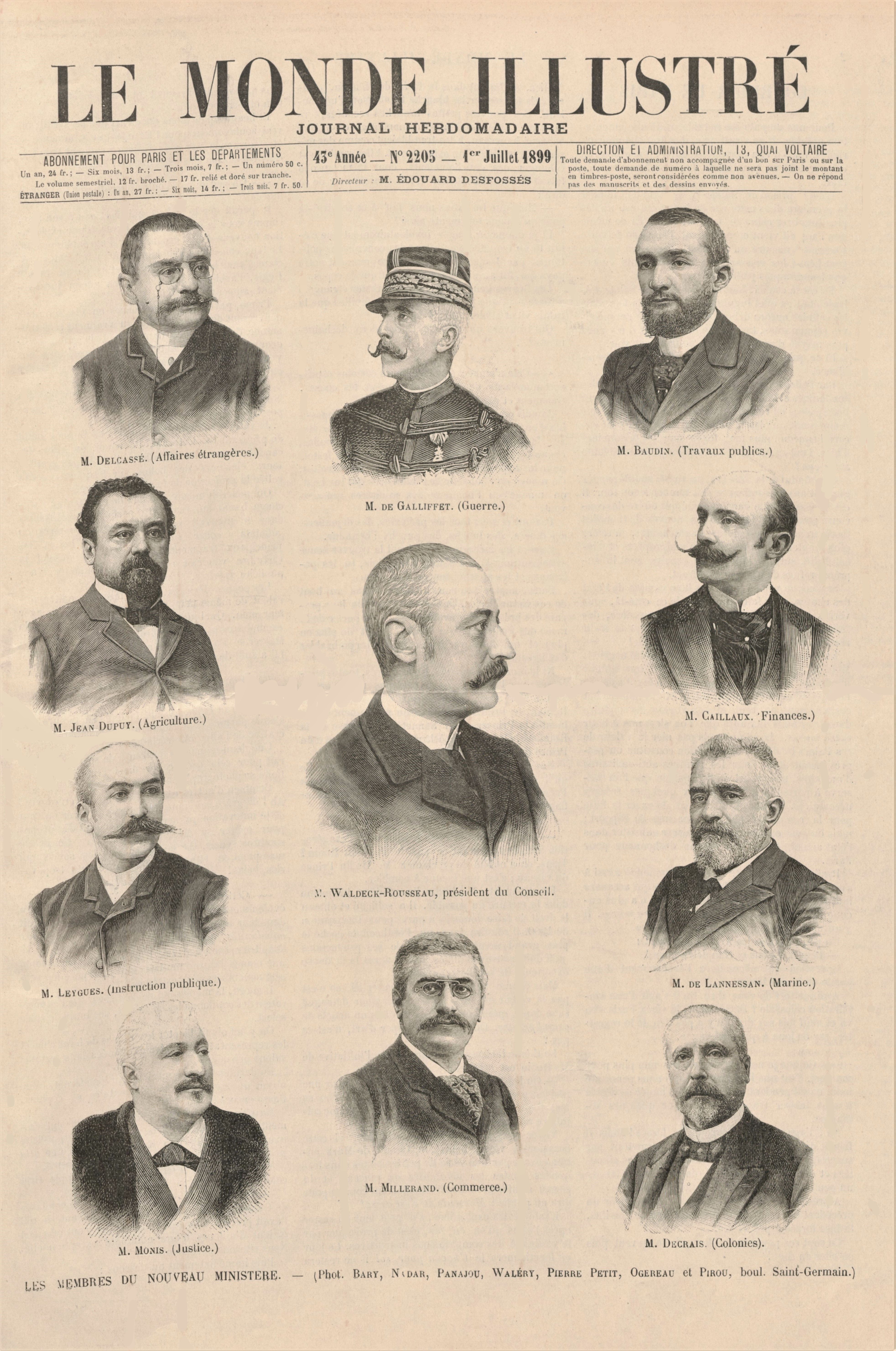
Kabinett Pierre Waldeck-Rousseau
(Le Monde illustré, 1. Juli 1899).

Das Kabinett Waldeck-Rousseau wurde während der Dritten Französischen Republik am 22. Juni 1899 von Premierminister Pierre Waldeck-Rousseau gebildet und befand sich bis zum 7. Juni 1902 im Amt. Die Regierung löste das Kabinett Dupuy V ab; Nachfolger war das Kabinett Combes. Das Kabinett Waldeck-Rousseau war mit 2 Jahren, 11 Monaten und 12 Tagen das am längsten amtierende der 3. Republik.
Folgende Fraktionen und Parteien waren mit Ministern im Kabinett vertreten: Républicains modérés (RM), Alliance démocratique (AD), Radical indépendant (RI), Parti républicain, radical et radical-socialiste (PRRRS), Socialistes indépendants (SI) und Parti socialiste français (PSF).

## Kabinett
Dem Kabinett gehörten folgende Minister an:
| Amt                                                    | Name                                                          | Gruppe       | Beginn der Amtszeit                          | Ende der Amtszeit                           |
| ------------------------------------------------------ | ------------------------------------------------------------- | ------------ | -------------------------------------------- | ------------------------------------------- |
| Premierminister                                        | Pierre Waldeck-Rousseau                                       | RM, AD       | 22. Juni 1899                                | 7. Juni 1902                                |
| Außenminister                                          | Théophile Delcassé Pierre Waldeck-Rousseau Théophile Delcassé | RI RM, AD RI | 22. Juni 1899 2. August 1899 14. August 1899 | 2. August 1899 14. August 1899 7. Juni 1902 |
| Kolonialminister                                       | Albert Decrais                                                | RM, AD       | 22. Juni 1899                                | 7. Juni 1902                                |
| Kriegsminister                                         | Gaston de Galliffet Louis André                               |              | 22. Juni 1899 29. Mai 1900                   | 29. Mai 1900 4. Juni 1902                   |
| Minister für öffentlichen Unterricht und schöne Künste | Georges Leygues                                               | RM, AD       | 22. Juni 1899                                | 7. Juni 1902                                |
| Innenminister und Religionsminister                    | Pierre Waldeck-Rousseau                                       | RM, AD       | 22. Juni 1899                                | 7. Juni 1902                                |
| Siegelbewahrer, Justizminister                         | Ernest Monis                                                  | PRRRS        | 22. Juni 1899                                | 7. Juni 1902                                |
| Marineminister                                         | Jean-Marie de Lanessan                                        | RI           | 22. Juni 1899                                | 7. Juni 1902                                |
| Minister für Landwirtschaft                            | Jean Dupuy                                                    | RM, AD       | 22. Juni 1899                                | 7. Juni 1902                                |
| Finanzminister                                         | Joseph Caillaux                                               | RM, AD       | 22. Juni 1899                                | 7. Juni 1902                                |
| Minister für öffentliche Arbeiten                      | Pierre Baudin                                                 | PRRRS        | 22. Juni 1899                                | 7. Juni 1902                                |
| Minister für Handel, Industrie, Post und Telegrafie    | Alexandre Millerand                                           | SI, PSF      | 22. Juni 1899                                | 7. Juni 1902                                |

### Unterstaatssekretäre
Dem Kabinett gehörten folgende Sous-secrétaires d’État an:
| Amt                                                     | Name         | Gruppe | Beginn der Amtszeit | Ende der Amtszeit |
| ------------------------------------------------------- | ------------ | ------ | ------------------- | ----------------- |
| Handelsministerium (zuständig für Post und Telegraphie) | Léon Mougeot | PRRRS  | 22. Juni 1899       | 7. Juni 1902      |

## Historische Einordnung
Waldeck-Rousseau bildete eine Regierung der Republikanischen Verteidigung. Er berief einerseits mit Gaston de Gallifet den „Henker der Kommune“ als Kriegsminister und andererseits mit Alexandre Millerand den ersten Sozialisten in eine französische Regierung. Diese Regierungsbeteiligung führte innerhalb der sozialistischen Partei zu Streitigkeiten; während sie Jean Jaurès verteidigte, lehnte sie Jules Guesde als „Ministerialismus“ ab. Georges Clemenceau kommentierte das Kabinett mit den Worten:

« Es ist ein Theatercoup. In Wahrheit ist es eine seltsame Zusammenstellung; nichts war unerwarteter als das Zusammentreffen dieser drei Männer in ein und derselben politischen Aktion. Waldeck-Rousseau, der Freund und Lieblingsschüler Gambettas, einer der maßgeblichsten Vertreter der sogenannten opportunistischen Politik. Galliffet, der ebenfalls zu Gambettas engstem Kreis gehörte, ein Soldat aus der Schule der Säbelrassler, der in unseren Bürgerkriegen leider eine Spur legendärer Unerbittlichkeit hinterlassen hat. Millerand schließlich, ein revolutionärer Sozialist, der die Rechte der Arbeiterdemokratie hochhält, um die soziale Gerechtigkeit zu organisieren, die so langsam kommt. »

### Dreyfus und Folgen

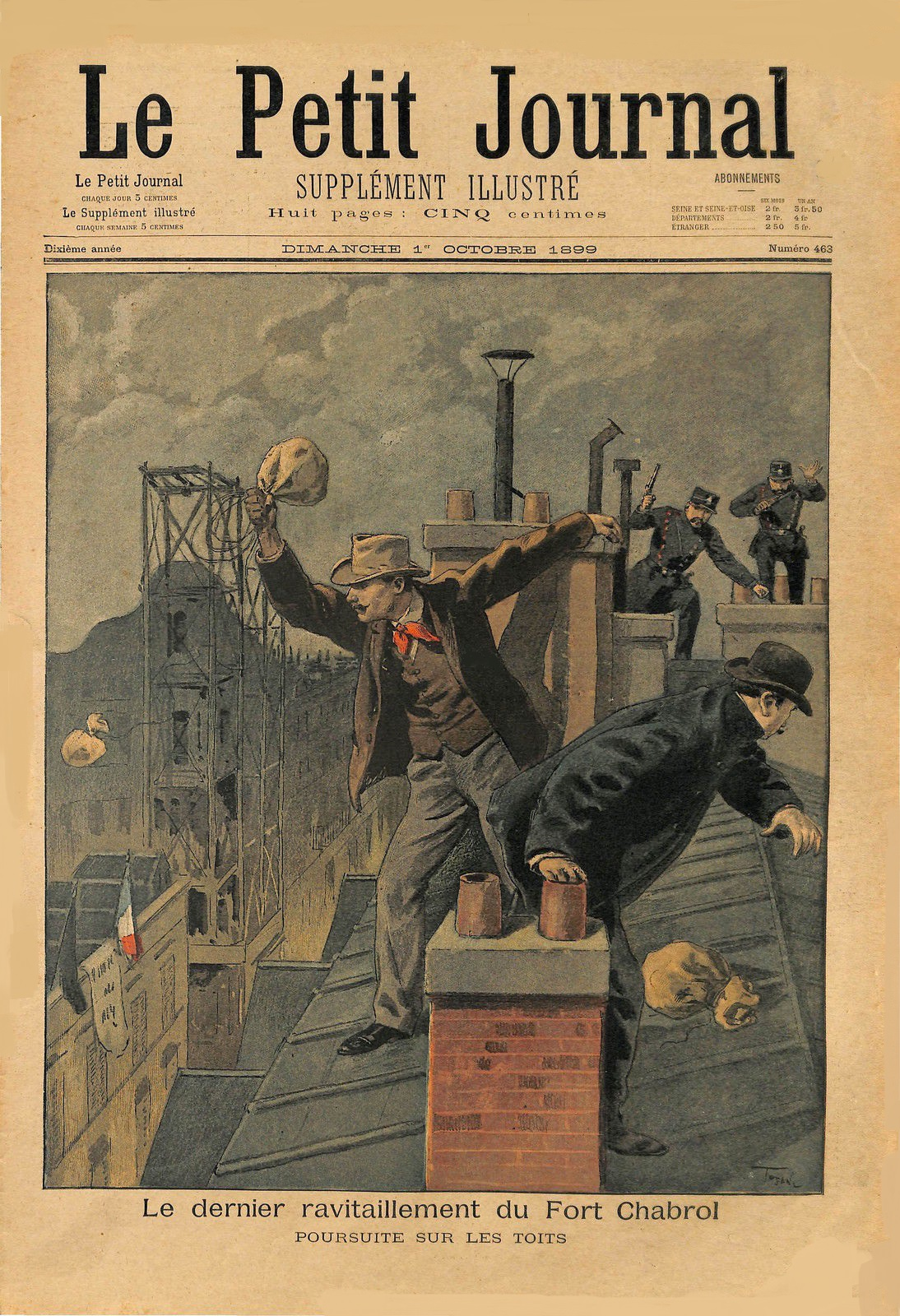
Kampf um das Fort Chabrol

In Rennes begann am 8. August 1899 der Revisionsprozess gegen Alfred Dreyfus, der von rechtsradikalen Ausschreitungen begleitet war. Jules Guérin verschanzte sich mit seinen Leuten im Fort Chabrol; die Belagerung wurde erst am 20. September beendet. Nach der erneuten Verurteilung Dreyfus’ am 9. September setzte sich Waldeck-Rousseau für eine Begnadigung ein, die am 19. September 1899 ausgesprochen wurde. Im Dezember 1900 amnestierte das Kabinett alle im Zusammenhang mit der Dreyfus-Affäre begangenen Rechtsbrüche. Das Kabinett setzte auch die Strafverfolgung Paul Déroulèdes wieder fort, die das Kabinett Dupuy V unterbunden hatte. Déroulède wurde daraufhin zu zehn Jahren Verbannung verurteilt; ebenso Guérin.
In einer Auseinandersetzung zwischen dem französischen Staat und den Assumptionisten, bei der es unter anderem um antisemitische Positionen der Zeitschraft La Croix ging, setzte sich Waldeck-Rousseau durch und Papst Leo XIII. untersagte dem Orden, sich in La Croix zu äußern.

### Innenpolitik
Waldeck-Rousseau und Gallifet säuberten zunächst die Armee. Gallifet machte Beförderungen von der Zustimmung des Kriegsministers abhängig.
Das Gesetz vom 30. Juni 1899 regelte die Folgen von Arbeitsunfällen in der Landwirtschaft. Das Kabinett erließ am 30. März 1900 ein Gesetz über die Arbeit von Frauen und Kindern und am 30. September 1900 ein Gesetz über die Limitierung der Arbeitszeit (11-Stunden-Tag, 60-Stunden-Woche). Finanzminister Caillaux gelang es, durch Ausgabenkürzungen und Steuererhöhungen einen Haushaltsüberschuss zu erzielen. Millerands Versuch, die Gewerkschaften durch die Einrichtung von Arbeiterräten zu stärken, scheiterte zunächst am Staatsrat, während auf der Gegenseite mit der Union des industries et métiers de la métallurgie ein Arbeitgeberverband gegründet wurde. Am 25. Februar 1901 wurde die Progression bei der Erbschaftssteuer eingeführt.
Der Streik von Le Creusot gegen Schneider-Creusot im September und Oktober 1899 wurde von der Regierung gelöst, in dem sie die Einführung von Betriebsräten gesetzlich erzwang. Im Gegenzug initiierte Schneider die Gründung der ersten Gelben Gewerkschaft, der weitere in Montceau-les-Mines und Carmaux folgten. Bei einem Generalstreik auf Martinique wurden am 8. Februar 1900 zehn Arbeiter getötet. In Montceau-les-Mines fand von Januar bis März 1901 ein Generalstreik statt. Am 9. Februar 1902 wurde für Bergleute der 9-Stunden-Tag verpflichtend.
Der Streik der Buchdruckerinnen im Haus Berger-Levrault in Nancy begann am 5. November 1901. Die Geschäftsleitung beschloss, Frauen einzusetzen und wandte sich an die Gewerkschaft der Buchdruckerinnen, die 1899 von der Feministin Marguerite Durand gegründet wurde, als die Fédération française des travailleurs du Livre sich weigerte, Frauen in Gewerkschaften zu organisieren. Ihre Sekretärin, Marie Muller, organisierte die Rekrutierung. Als der Streik am 8. Januar 1902 endete, blieben die den Frauen zugestandenen Stellen erhalten. Am 7. Januar 1902 erwirkte die FFTL bei der Pariser Arbeitsbörse den Ausschluss der Frauengewerkschaft SFT, die als gelbe Gewerkschaft bezeichnet wurde. Marie Muller und Marguerite Durant gelang es jedoch, die Entscheidung im August 1905 rückgängig zu machen.
Am 1. Juli 1901 setzte die Abgeordnetenkammer auf Druck Waldeck-Rousseaus und Ernest Monis’ das Vereinsgesetz in Kraft, das die Tätigkeit privater Vereine regelt. Es führte auch zur Auflösung einer Vielzahl religiöser Kongregationen, darunter auch der Jesuiten. die sich den Bedingungen des Gesetzes nicht unterwerfen wollten. Mit dem Dekret vom 16. August 1901 wurde festgelegt, wie die Besitztümer der nicht genehmigten Kongregationen zu liquidieren seien. Eine Verordnung vom 5. Dezember 1901 setzte den Kongregationen eine Frist bis zum 15. Januar 1902, um Genehmigungen für den Betrieb von Sekundarschulen zu beantragen.
Ein Gesetz vom 1. Dezember 1900 erlaubte es Frauen mit juristischem Abschluss den Anwalts-Eid zu leisten. Am 6. Dezember des Jahres legte Olga Petit als erste Frau diesen Eid ab; Jeanne Chauvin führte 1901 als erste Frau einen Prozess. Marthe Francillon wurde am 23. Januar 1901 die erste weibliche Assistenzärztin in den Pariser Krankenhäusern. Am 1. Juli legte der Abgeordnete Fernand Gautret einen Entwurf über das Frauenwahlrecht vor, der folgenlos blieb.
Im Juni 1901 wurde die Parti républicain, radical et radical-socialiste als erste politische Partei in Frankreich gegründet. Der Streit innerhalb der sozialistischen Bewegung führte am 3. November 1901 zur Gründung der guesdistischen Union socialiste-révolutionnaire, der die Parti ouvrier français, die Parti socialiste révolutionnaire und die Alliance communiste révolutionnaire angehörten. Am 24. März 1902 wurde unter der Führung von Jaurès die Parti socialiste français gegründet.
Am 15. Februar 1902 wurde die Pockenimpfung obligatorisch.

### Außenpolitik
Außenpolitisch setzte das Kabinett auf eine verstärkte Bündnispolitik (Russland, Italien) und führte die Kolonialpolitik der Vorgängerregierungen fort.
Ein Geheimabkommen mit Russland vom August 1899 präzisierte den Bündnisfall; bei einem Angriff Deutschlands sollte dieser automatisch eintreten, bei einem Krieg mit Österreich-Ungarn nicht. Ein Geheimabkommen mit Italien ließ Frankreich freie Hand in Marokko; im Gegenzug erhielt Italien Tripolitanien.
Bei der für ihre Grausamkeit berüchtigten Mission Voulet-Chanoine im Tschad sollte das Kommando ersetzt werden; der dafür vorgesehene Oberstleutnant Klobb wurde bei dem Versuch getötet, Voulet und Chanoine festzunehmen. Dies führte zu einer Meuterei und zum Tod der beiden Anführer. Der Kampf gegen Rabih az-Zubayr wurde unter neuem Kommando weitergeführt. Am 13. November 1899 wurde der Code de l’indigénat in Madagaskar und Mayotte eingeführt.

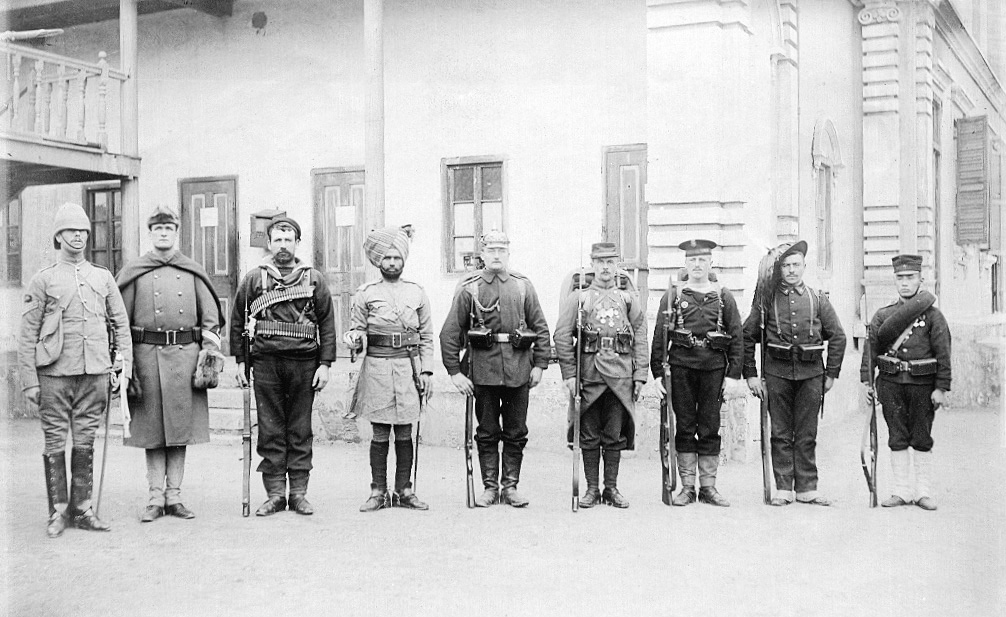
Truppen der Vereinigten acht Staaten

Im Boxeraufstand, der von Ende 1899 bis 1901 dauerte, engagierte sich Frankreich als Teil der Vereinigten acht Staaten.

### Wahlen
Bei den Parlamentswahlen von April und Mai 1902 waren die Parteien, die Waldeck-Rousseau unterstützten, erfolgreich. Dieser trat kurz darauf aus Krankheitsgründen zurück.